# وزیت
وزیت (به لاتین: Vazit) یک منطقهٔ مسکونی در افغانستان است که در ولایت بدخشان (افغانستان) واقع شده‌است.